# Conquista di Melilla
La conquista di Melilla fu un evento bellico che si svolse nel settembre del 1497, quando una flotta inviata da Juan Alfonso Pérez de Guzmán, III duca di Medina Sidonia (il preciso coinvolgimento dei re cattolici nell'operazione è ancora oggi dibattuto dagli storici) attaccò la città nordafricana di Melilla., come parte della riconquista della Mauretania Tingitana.
Nel corso del XV secolo le città mediterranee del Sultanato Wattaside (tra cui Melilla) caddero in decadenza in opposizione alle città poste sul fronte atlantico, dove si concentrò la maggior parte dell'attività economica. Dalla fine del XV secolo, il porto di Melilla, che era stato oggetto di contese tra i governanti di Fez e di Tlemcen era quasi del tutto abbandonato.
I piani per la sua conquista vennero programmati poco dopo la caduta di Granada nel 1492. I capitani spagnoli Lezcano e Lorenzo Zafra fecero visita alla costa nordafricana per identificare possibili luoghi di sbarco della flotta spagnola e Melilla fu la prima candidata. Melilla si trovava, ad ogni modo, nella zona di influenza portoghese sulla base del Trattato di Alcáçovas del 1479. A Tordesillas nel 1494, re Giovanni II del Portogallo, si accordò con gli spagnoli concedendo loro di tentare di conquistare Melilla.
Il duca inviò Pedro de Estopiñán y Virués sul posto, il quale conquistò la città quasi senza combattere nel 1497, in quanto i conflitti interni l'avevano lasciata quasi senza truppe e le sue difese ne erano risultate indebolite. Il regnante wattaside, Abu Zakariya Muhammad al-Saih al-Mahdi, inviò un gruppo di cavalieri a riprendere il controllo della città, ma questi vennero respinti con l'uso dei soli cannoni delle navi spagnole.